# Кайпан
Кайпан - род в составе башкир-танып.

## Родовые подразделения
(Родовые подразделения: кудаш, кэлтэу, салдау, шэрдэк, юда).

## Этническая история
Роды кайпан с таныпцами были связан лишь участием во владении общей вотчиной, но не происхождением. 
Тюркская, степная основа культуры кайпан просматривается совершенно отчетливо. Это хорошо показала С.Н.Шитова на материалах народной одежды. Среди кайпанских и казанчинских башкир до сих пор можно услышать повествования о том, что их деды любили: «рассказывать о старине под звуки курая, сейчас забытого в этих краях».

## Этноним
Этноним кайпан встречается в юго-восточном Башкортостане; подразделения с таким названием входят в состав древнебашкирских племен. Интересной является мысль о генетической связи этнонима кайпап с названием племени каи — одного из ответвления кипчаков в эпоху их пребывания в верховьях Иртыша.